# Liste der Geoparks in Deutschland

Logo der Nationalen Geoparks in Deutschland

Auf dieser Seite sind die Geoparks in Deutschland aufgelistet.

## Nationale Geoparks
Zum Jahresende 2023 (Stand 31. Dezember 2023) sind 19 Geoparks in Deutschland als Nationaler Geopark (NGP) zertifiziert. Sie umfassen zusammen 57 388 km², d. h. rund 16 % der Fläche der Bundesrepublik. Die GeoUnion Alfred-Wegener-Stiftung, der Zusammenschluss der geowissenschaftlichen Forschungseinrichtungen und Vereinigungen in Deutschland, ist federführend bei der Vergabe dieses Titels. Acht dieser 19 Geoparks sind auch als Mitglieder im European Geoparks Network (EGN) und im Global Geoparks Network (GGN) als UNESCO Global Geoparks anerkannt. Den 6 vor 2015 in das damals bestehende Global Network of National Geoparks (GNNG) aufgenommenen Geoparks wurde 2015 der neu geschaffene Titel „UNESCO Global Geopark“ verliehen. Nach 2015 wurden 2021 der Geopark Inselsberg-Drei Gleichen und 2022 der Geopark Ries zum UNESCO Global Geopark ernannt.
- Die Jahreszahlen in den entsprechenden Spalten bezeichnen das Jahr der Anerkennung bzw. der Aufnahme in das entsprechende Netzwerk, die Zeichen + und – lediglich das Vorliegen bzw. Fehlen der entsprechenden Anerkennung bzw. Mitgliedschaft.
- Der Link verweist auf die Seite des jeweiligen Geoparks auf der Website „Nationaler Geopark“ der GeoUnion Alfred-Wegener-Stiftung.

| Bild                                        | Bezeichnung                                  | Lage                                                    | Gründung | NGP         | EGN  | GGN UNESCO  | Fläche                                      | Anmerkungen |
| ------------------------------------------- | -------------------------------------------- | ------------------------------------------------------- | -------- | ----------- | ---- | ----------- | ------------------------------------------- | --- |
| Luisenburg-Felsenlabyrinth (weitere Bilder) | Bayern-Böhmen (Link)                         | Bayern Tschechien (Geokoordinaten)                      |          | 2010        | -    | -           | 5.500 km²                                   | Der grenzüberschreitende Geopark umfasst in Deutschland unter anderem die Fränkische Schweiz, das Fichtelgebirge, das Westerzgebirge und den Oberpfälzer Wald. |
| Felsenmeer im Lautertal (weitere Bilder)    | Bergstraße-Odenwald (Link)                   | Hessen Baden-Württemberg Bayern (Geokoordinaten)        |          | 2002        | 2002 | 2004 (2015) | 3.800 km²                                   | zwischen den Flüssen Rhein, Main und Neckar, mit einem geologischen und geoökologischen Profil von der Rheinaue über kristallinen und Buntsandstein-Odenwald zum (Muschelkalk-)Bauland |
| Bruchhauser Steine (weitere Bilder)         | GrenzWelten (Link)                           | Hessen Nordrhein-Westfalen (Geokoordinaten)             | 2006     | 2009        | -    | -           | 3710 km²                                    | Der Geopark liegt in einer Grenzlage am Übergang vom Rheinischen Schiefergebirges im Westen über den Kellerwald, den Burgwald und die Waldecker Tafel bis hinunter in die Täler und Becken der Hessischen Senke im Osten. |
| Roßtrappe (weitere Bilder)                  | Harz – Braunschweiger Land – Ostfalen (Link) | Niedersachsen Sachsen-Anhalt Thüringen (Geokoordinaten) | 2001     | 2002        | 2004 | 2004 (2015) | 9.650 km²                                   | Der Geopark umfasst den Harz, das Braunschweiger Land und Ostfalen in einem Übergangsgebiet von der Geesteniederung entlang der Aller über das Ostbraunschweigische Hügelland bis hin zum Harzer Mittelgebirge. |
| Großer Inselsberg (weitere Bilder)          | Inselsberg – Drei Gleichen (Link)            | Thüringen (Geokoordinaten)                              |          | 2008        | 2021 | 2021        | 725 km²                                     | Der Geopark umfasst den westlichen Teil des Thüringer Waldes mit seinem nördlichen Vorland als Übergangsgebiet vom Mittelgebirge zu den flachwelligen Ackerebenen des Thüringer Beckens. |
| Kyffhäuser (weitere Bilder)                 | Kyffhäuser (Link)                            | Sachsen-Anhalt Thüringen (Geokoordinaten)               |          | 2009        | -    | -           | 833 km²                                     | Der Geopark umfasst neben dem Gebirge des Kyffhäuser auch die ihm vorgelagerten Höhenzüge Hainleite, Windleite, Schmücke und Hohe Schrecke. |
| Laacher See (weitere Bilder)                | Laacher See (Link)                           | Rheinland-Pfalz (Geokoordinaten)                        |          | 2005 (2016) | -    | -           | 741 km²                                     | Der Geopark umfasst die vulkanisch geprägte Umgebung des Laacher Sees, der einzigen wassergefüllten Caldera Mitteleuropas. 2016 aus der Teilung des 2005 errichteten Geopark Vulkanland Eifel entstanden. |
| Felixsee (weitere Bilder)                   | Muskauer Faltenbogen (Link)                  | Brandenburg Sachsen Polen (Geokoordinaten)              | 2003     | 2006        | 2011 | 2011 (2015) | 585 km² (davon 395 km² auf deutscher Seite) | Der grenzüberschreitende Geopark erstreckt sich im Bereich einer Stauchendmoräne der Elster-Kaltzeit im Lausitzer Grenzwall beiderseits der einen Abschnitt der deutsch-polnischen Grenze bildenden Lausitzer Neiße in Form eines nach Norden offenen Hufeisens. |
| Rochlitzer Berg (weitere Bilder)            | Porphyrland. Steinreich in Sachsen (Link)    | Sachsen (Geokoordinaten)                                |          | 2014        | -    | -           | 1.200 km²                                   | Der Geopark umfasst Bereiche des Nordsächsischen Platten- und Hügellandes, des Mittelsächsischen Lösshügellandes und des Mulde-Lösshügellandes. |
| Nördlinger Ries (weitere Bilder)            | Ries (Link)                                  | Bayern (Geokoordinaten)                                 |          | 2006        | 2022 | 2022        | 1.748,8 km²                                 | Der Geopark umfasst den durch das Ries-Ereignis entstandenen Einschlagskrater Nördlinger Ries, den Riesrand und die Gebiete mit den heute noch erhaltenen Auswurfmassen. |
| Felsenmeer Hemer (weitere Bilder)           | Ruhrgebiet (Link)                            | Nordrhein-Westfalen (Geokoordinaten)                    |          | 2006        | -    | -           | 4.500 km²                                   | Der Geopark liegt im Ruhrgebiet im Grenzbereich zwischen dem Bergischen Land, dem Münsterländer Becken und dem Niederrhein. Sein zentrales inhaltliches Thema ist die Geschichte des Bergbaus. |
| Randecker Maar (weitere Bilder)             | Schwäbische Alb (Link)                       | Baden-Württemberg (Geokoordinaten)                      |          | 2002        | 2004 | 2004 (2015) | 6.688 km²                                   | Der Geopark umfasst die gesamte Schwäbische Alb, eine über Jahrmillionen entstandene höhlenreiche Karstlandschaft mit einmaligen Fossilienvorkommen und Vulkankratern, vom Hochrhein bis zum Nördlinger Ries |
| Wiehengebirge (weitere Bilder)              | TERRA.vita (Link)                            | Niedersachsen Nordrhein-Westfalen (Geokoordinaten)      |          | 2008        | 2001 | 2004 (2015) | 1.550 km²                                   | Der Geopark umfasst die nördlichsten deutschen Mittelgebirgszüge Teutoburger Wald und Wiehengebirge, den westlichen Rand des Wesergebirges und das Osnabrücker Land – einen Raum mit hoher Geodiversität und vielen Lagerstätten mineralischer Rohstoffe. |
| Die Dauner Maare (weitere Bilder)           | Vulkaneifel (Link)                           | Rheinland-Pfalz (Geokoordinaten)                        |          | 2005 (2016) | 2000 | 2004 (2015) | 1068,24 km²                                 | Geopark in der Vulkaneifel. Die Landschaft ist vom Vulkanismus geprägt und zeichnet sich durch eine Vielzahl von Maaren, Schlackenkegeln, Lavaströmen, Lavadomen, Calderen und sprudelnden Quellen aus. 2005 in den neu gebildeten Geopark Vulkanland Eifel aufgenommen und 2016 wieder ausgegliedert |
| Druidenstein (weitere Bilder)               | Westerwald-Lahn-Taunus (Link)                | Hessen Rheinland-Pfalz (Geokoordinaten)                 |          | 2012        | -    | -           | 3.800 km²                                   | Geopark im Rheinischen Schiefergebirge, durch die Vielfältigkeit der vorkommenden Bodenschätze auch als „Geopark der Rohstoffe“ bezeichnet. |
| Schieferpark Lehesten (weitere Bilder)      | Schieferland (Link)                          | Bayern, Thüringen (Geokoordinaten)                      | 2009     | 2019        | -    | -           | 4.038 km²                                   | Im Fokus des Geoparks stehen die großen Schiefervorkommen beiderseits der fränkisch-thüringischen Grenze. Darüber hinaus gibt es vor allem paläozoische Sehenswürdigkeiten: devonische Kalksteine und Grauwacken, Diabasfelsen sowie die Riffe aus Zechsteinkalk in der Orlasenke um Pößneck. |
| Vogelsberg (weitere Bilder)                 | Vulkanregion Vogelsberg (Link)               | Hessen (Geokoordinaten)                                 | 2012     | 2020        | -    | -           | 2.322 km²                                   | Der Vogelsberg bildet das größte zusammenhängende Vulkangebiet Mitteleuropas; aufgebaut ist er aus den Auswurfmassen vieler Einzelvulkane, die zwischen 20 und 7 Millionen Jahre vor heute, d. h. im Miozän, aktiv waren. Die übereinandergeschichteten Basaltdecken erreichen ihre höchste Erhebung im Oberwald, zu den Rändern hin fallen sie sanft ab. |
| Landberg (weitere Bilder)                   | Sachsens Mitte (Link)                        | Sachsen (Geokoordinaten)                                | 2015     | 2021        | -    | -           | 713 km²                                     | Der Geopark weist eine große Geodiversität auf, mit uralten Gneisen aus frühen Gebirgsbildungsphasen, Graniten aus späteren Plutonen, jüngeren Sedimentgesteinen (z. B. Kreidesandsteinen) und vor allem auch vulkanischen Gesteinen – Zeugnissen aus unterschiedlichen Phasen vulkanischer Aktivität. Zum Geopark gehören auch das Döhlener Becken mit Steinkohle und Steinkohlebergbau und erzreiche Gebiete im Erzgebirgsvorland, in denen im Mittelalter Silber und andere Rohstoffe abgebaut wurden. |
| Bourtanger Moor                             | Emsland (Link)                               | Niedersachsen (Geokoordinaten)                          |          | 2023        | -    | -           | 2880 km²                                    | Im Mittelpunkt stehen die Moore, für die das Emsland eine der bedeutendsten Regionen in Europa ist; außerdem Dünen- und Flugsandgebiete sowie ausgedehnte Flussauenlandschaften. Erdöl und Erdgas sind bedeutende durch geologische Prozesse entstandene Rohstoffe. |

## Ehemalige Nationale Geoparks
Die folgenden Geoparks in Deutschland, die heute noch bestehen, hatten einmal den Status eines „Nationalen Geoparks“, haben ihn aber verloren.
- Der Link verweist auf die Website des jeweiligen Geoparks.

| Bild                              | Bezeichnung                               | Lage                                    | Gründung | Fläche    | Anmerkungen |
| --------------------------------- | ----------------------------------------- | --------------------------------------- | -------- | --------- | --- |
| Krappmühlenstein (weitere Bilder) | Mecklenburgische Eiszeitlandschaft (Link) | Mecklenburg-Vorpommern (Geokoordinaten) |          |           | 2002 bis 2011 Nationaler Geopark und 2004 bis 2011 Mitglied im EGN und im GNNG |
| Werbellinsee (weitere Bilder)     | Eiszeitland am Oderrand (Link)            | Brandenburg (Geokoordinaten)            | 2006     | 3.487 km² | Von 2006 bis 2019 Nationaler Geopark. Der Geopark zeigt wie sonst kein Gebiet in Deutschland beispielhaft die Aufeinanderfolge aller Elemente der glazialen Serie: Grundmoräne, Endmoräne, Sander und Urstromtal |

## Weitere Geoparks
Die folgenden Geoparks in Deutschland haben noch nicht den Status eines „Nationalen Geoparks“, streben diesen jedoch an.
- Der Link verweist auf die Website des jeweiligen Geoparks.

| Bild                                 | Bezeichnung                    | Lage                                                                       | Gründung | Fläche  | Anmerkungen |
| ------------------------------------ | ------------------------------ | -------------------------------------------------------------------------- | -------- | ------- | ----------- |
| Brodtener Steilufer (weitere Bilder) | Nordisches Steinreich (Link)   | Niedersachsen, Mecklenburg-Vorpommern, Schleswig-Holstein (Geokoordinaten) | 2011     |         |             |
| Schloss Neuenburg (weitere Bilder)   | Saale-Unstrut-Triasland (Link) | Sachsen-Anhalt (Geokoordinaten)                                            |          |         |             |
| Topasfelsen Schneckenstein           | Vogtland (Link)                | Sachsen (Geokoordinaten)                                                   | 2017     | 289 km² |             |

## Aufgelöste Geoparks
Die folgenden Geoparks in Deutschland bestehen nicht mehr:
| Bild                          | Bezeichnung             | Lage                             | Bestehen  | Fläche    | Anmerkungen |
| ----------------------------- | ----------------------- | -------------------------------- | --------- | --------- | --- |
| Ulmener Maar (weitere Bilder) | Vulkanland Eifel (Link) | Rheinland-Pfalz (Geokoordinaten) | 2005–2016 | 2.200 km² | 2005 als Nationaler Geopark gebildet aus dem Vulkanpark im Landkreis Mayen-Koblenz, dem Vulkanpark Brohltal/Laacher See und dem Natur- und Geopark Vulkaneifel, 2016 aufgeteilt in die Geoparks Vulkaneifel und Laacher See. |